# Músculs lumbricals del peu
Els músculs lumbricals del peu (musculus lumbricalis pedis) són quatre músculs accessoris dels tendons del flexor llarg dels dits. Es troben a la regió plantar interna, entre els tendons flexors, per sota i en la part interna de l'extrem posterior de la primera falange dels quatre últims dits. Estan numerats des del medial al lateral. Tots, excepte el primer, s'originen en dos tendons del flexor llarg dels dits. La seva funció és la flexió de la primera falange i l'extensió de les altres.
Els músculs acaben en tendons que passen a través dels costats medials del segon al cinquè dits del peu, i s'insereixen en l'expansió dels tendons de l'extensor llarg dels dits a la cara dorsal de la primera falange. Encara que els tendons també passen per sota de les articulacions metatarsofalàngiques, generen una flexió en aquestes articulacions.
Hi ha diverses variacions que van des de l'absència d'un o més, a la duplicació del tercer, quart o, fins i tot, del cinquè. Pot donar-se la inserció parcial o total en les primeres falanges.
Estan innervats pel nervi plantar intern en el cas dels lumbricals interns, i pel nervi plantar extern, per als externs.